# Árpád út (Budapest, IV. kerület)
A Budapest IV. kerületi Árpád út Újpesten halad át és Istvántelek érintésével végződik. Ma is fontos útvonal, korábban pedig a történelmi Újpest főutcája volt.

## Fekvése
Az Árpád út a Váci útnál kezdődik és bár a Budapest–Szob-vasútvonalig tart, a közúti közlekedés a XV. kerületi Hubay Jenő térbe torkolló, a vasúti síneken átívelő Árpád úti felüljárón keresztül zajlik.

## Kialakulása, története
A mai Újpest és a IV. kerület teljes egésze a XIX. század elején még Rákospalota területét képezte, és lényegében lakatlan volt. A váci országutat és Palota települést már ősidők óta több út is összekötötte, ezek közül csak az egyik feleltethető meg a mai Árpád útnak, mely Palotáról a Pest város határánál, körülbelül a mai Újpesti vasúti hídnál álló csárdához vezetett. Az út egyik legrégebbi ábrázolása a Pest környékének felmérése című (eredetileg német nyelvű), 1775-ben megjelent térképen fedezhető fel. Ez az út nem teljesen a mai Árpád út nyomvonalán haladt, de kezdő és végpontja megfelel a mai út elejének és végének.
Újpestet 1831-ben alapította Károlyi István még Újmegyer néven, szőlőművelésre alkalmas terület bérbeadásával, melynek településmagja a mai Árpád út és Váci út kereszteződésénél alakult ki. Újpest robbanásszerű terjeszkedésére az 1860-as évektől beszélhetünk, a Palota felé vezető országút körülbelül ekkortól válik beépített, lakott területté, és az Árpád út is ekkor nyeri el mai nyomvonalát. 1870-ben kövezték ki először az Árpád utat, ám nem sokat javult a helyzet, a kövezést később többször javítani kellett. 1878-ban határozzák el az utcák szabályozását, elnevezését, házszámozását (ekkor kerültek ki utcanévtáblák), 1890-től a járdák kiépítését az útmenti telkek tulajdonosainak kötelezettségévé tették, 1895-ben pedig a csatornázás miatt felszedték majd újra lerakták az útburkolatot alkotó köveket
Lóvasút először 1872. május 1-jén haladt végig az Árpád úton a Váci út és az István út közti szakaszon, amikor Rákospalotáig hosszabbították az újpesti lóvasút vonalát. A villamosközlekedés 1897. január 1-jével indult meg az úton. Előtte 1896-ban építettek egy egyvágányos, fémszerkezetű (bár faborítású, ezért sokak által favázasnak hitt) villamos felüljárót Újpest és Rákospalota között, mely az Árpád utat és a palotai Fő utat kötötte össze. Ezt a felüljárót a második világháború során 1944-ben felrobbantották, 1945. április 29-én újjáépítették, majd 1971 októberében végleg lebontották.
1974. november 6-án adták át az Árpád úti felüljárót, amely megváltoztatta az Árpád út és Rákospalota összekötési pontját: a korábbi Fő út helyett a Hubay Jenő térre fut az útvonal forgalma. Az M3-as metróvonal újpesti szakaszának átadására 1990. december 14-én került sor, a földalatti a Váci útnál létesített Újpest-városkapu és az István útnál kialakított Újpest-központ közötti szakaszon halad az Árpád út alatt. Az út közepén (a Kassai utcától a víztoronyig az úttest két szélén) eredetileg többek között 1985-ig a 10-es és 1982-ig az 55-ös jelzésű villamosjáratok közlekedtek. Mai, irányonként két forgalmi sávos szélességét a 3-as metró kiépítésekor történt felszíni tereprendezés során, 1986-1989 között kapta. A Virág utca és a Deák Ferenc utca közötti szakaszon 1993-1994 között bontották el az út széléről a felhagyott villamosvágányokat.

## Elnevezése
Rögzült, tulajdonnévi elnevezése későn alakult ki, kezdetben sokáig csak köznévi formában használatos nevek fordultak elő. Feltételezhető, hogy egyidőben párhuzamosan több néven is nevezték: 1848 előtt palotai út, Palota felé vezető út 1864-ben Palotai országút, az 1870-es években törvényhatósági út, rákospalotai út, illetve Fő út vagy főút (feltehetően a rákospalotai Fő út alapján, bár ebben az időben már az út Újpestnek is főutcája volt, tehát saját jogon is kaphatta ezt a nevet). Az 1896-os millenniumi ünnepségekhez kapcsolódva kapta végül az Árpád út elnevezést, Árpád magyar fejedelemről.

## Közlekedés

### Közúti közlekedés

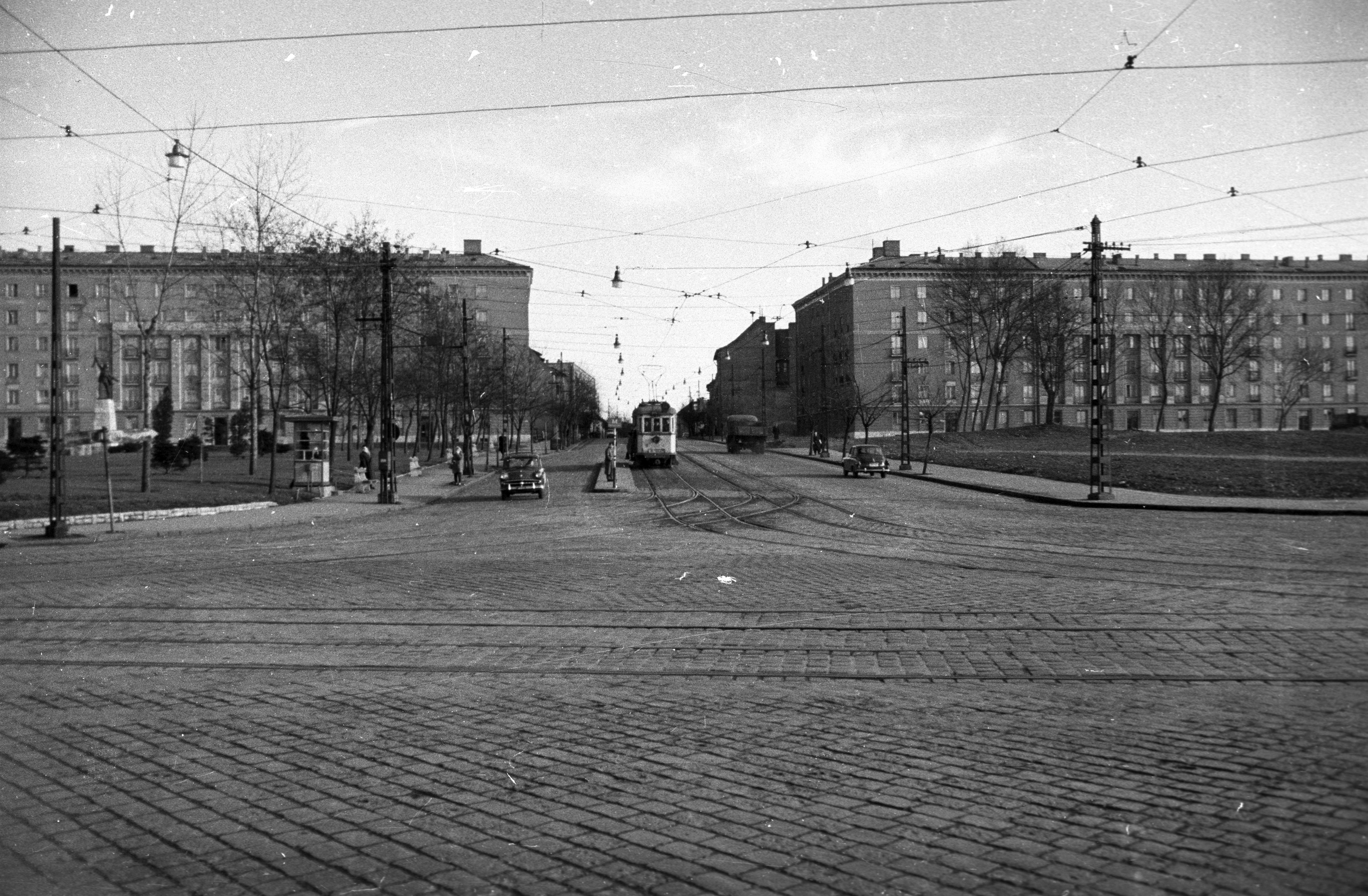
Az Árpád út torkolata a Váci út felől. Kétoldalt az ún. Mahart-házak

Az útvonal regionális jelentőségére utal, hogy a megye úthálózatának 1874-es állapotát mutató térképen már szerepel az az Újpesttől Gödöllőig tartó országút, melynek kiindulópontja (Árpád út–Váci út kereszteződése) és kezdőszakasza egyaránt az Árpád út. Az utat 1934-ig csak Újpest–Fót–gödöllői törvényhatósági közútnak nevezték, ekkor egy Közlekedési Minisztériumi rendelet alapján megszámozták, és 201-es út lett a száma. Az 1950-es években a 26-os számot adták az útnak, ma 2102-es út a jele.
Az Árpád út 1974-ig egy szintbeli vasúti átjárón hagyta el a kerületet, s folytatása a rákospalotai Fő út volt. Az Árpád úti felüljáró 1974-es átadását követően a nyomvonal megváltozott, és a felüljárón keresztül a Hubay Jenő térbe torkollik, a Szentmihályi úttal (Illyés Gyula utcával) teremtve meg az összeköttetést. 1986-1990 között az Árpád út Temesvári utca és Rózsa utca közötti szakasza teljes szélességében le volt zárva a metró építési munkálatai miatt.

### Tömegközlekedés
Az útvonal – mint Újpest főútja – mindig is jelentős tömegközlekedési vonal volt. 1872-ben a Váci út felől az István útig haladt a lóvasút, ahol elfordult az István útra, és a Vasút (ma: Görgei Artúr utca) utcán át haladt Rákospalota felé. A lóvasutat később felváltotta a villamos, 1896-ban a Lehel tér felől érkező villamosok jobbra kanyarodtak és az Árpád út, rákospalotai Fő út vonalon érték el a palotai végállomást. Az Árpád út-István út kereszteződésében tehát a villamosok 1938-ig csak kanyarodni tudtak, egyenesen, az Árpád úton nem haladtak végig. Az Árpád úti villamosközlekedés 1985. június utolsó napján szűnt meg, amikor a 10-es villamost felváltotta a 104-es busz.
1990 óta az Árpád út Váci út és Rózsa utca közti szakasza alatt közlekedik az M3-as metróvonal, melynek két állomása is érinti az utat. Emellett számottevő is autóbuszforgalom zajlik az úton. Hosszabb-rövidebb szakaszon halad rajta a nappali 25-ös, 104-es, 104A, 120-as, 170-es, 196-os, 196A, 204-es, 220-as és 270-es busz, az éjszakai 914-es, 914A, 930-as, 950-es, 950A, 996-os és 996A busz, valamint számos Volánbusz-járat.

## Jelentős szobrok, épületek

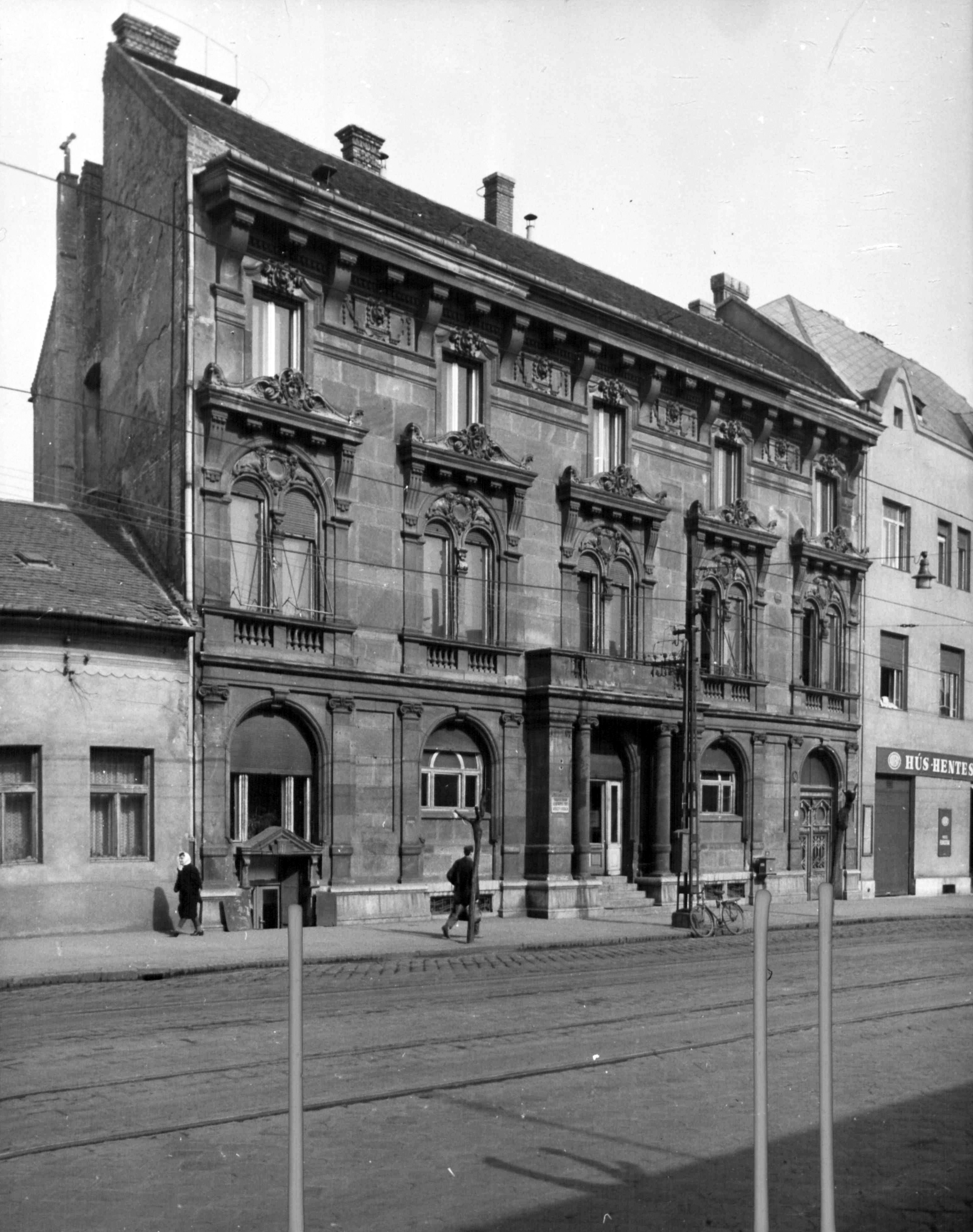
Az Árpád út 40. 1961-ben

- 7–11. sz. A Mahart szolgálati lakásainak céljára épült két tömb, az ún. Mahart-ház. Jellegzetes Szocialista-realista stílusban épült 1954–1955 között Henck Vilmos és Vidos Zoltán tervei alapján.
- 12–14. 1954–1955 között Henck Vilmos és Vidos Zoltán tervei alapján épült Mahart szolgálati lakások céljára. (Az Árpád út 7–11. sz. házzal együtt alkotják a Városkapu-épületeket.) A MAHART házak két oldalán 1966-1970 között épült az Újpest-Városkapu lakótelep.[20]
- 40. sz 1899-ben épült kétemeletes, eklektikus stílusú épület, itt (az ennek helyén álló korábbi épületben) jött létre az Újpesti Önképzőkör 1877-ben[21]
- 61. sz. (Mártírok útja sarok) 1899-ben épült a Központi Szálloda eklektikus épülete. Később Elite Szálló néven működött, mára teljesen átépítették.[22]
- 67. sz. (István út sarok) A Diamant-palota épülete. A kétemeletes, szecessziós stílusú épületet 1905–1914 között építtette Diamant Ignác bútorkereskedő. 1988-ban a 3-as metró Újpest-Központ végállomásának kiépítésekor árkádosították az épület utcafronti földszintjét.[23]
- 72. sz. Bár helyrajzilag az István út 10. szám alatt helyezkedik el, az oldalbejárata az Árpád útról nyílik az 1952-ben átadott Újpesti Áruháznak, ahol az Állami Áruház című film külső felvételeit forgatták. (Kezdetben valóban Állami Áruház volt a neve.) A szocialista realizmus stílusában fogant áruház építésze Rákos Pál volt. A kereskedelmi létesítményt a Centrum Áruházak működtette, majd a Skála-Coopé lett, jelenleg magántulajdonban áll.[24]
- 77. sz. Az Apolló ház, amely nevét az 1912-ben itt megnyílt Apolló moziról kapta. Radó Gábor tűzifa- és kőszénkereskedő építette 1910–1911 körül, a szecessziós stílusú, három emeletes lakóház Árpád út felé eső földszinti traktusán 1912-ben nyílt a mozi, és a Vigadó kávéház. A filmszínház 1950 után Fény mozi, majd a rendszerváltást követően Lux mozi néven üzemelt, majd 1998-tól gyógyszertár nyílt a helyén.[25]
- 124–126. sz. Az Árpád Kórház telke. Eredetileg gyermekkórházként épült 1905-ben, 1918-tól fogadott felnőtt betegeket. Az Árpád úti épületet Jendrassik Alfréd tervezte, és 1930-ra épült fel.[26] Az Árpád Kórház nevet 1939-ben kapta, 2014 nyarán zárt be végleg, jelenleg üres.[27]
- 144. sz. Az Újpesti víztorony tervezője Mihailich Győző és Dümmerling Ödön volt, 1912. július 8-án adták át. 2003-ig már csak iparivíz ellátást biztosított a környékbeli üzemeknek, azóta használaton kívül van.
- 199. sz A Budapesti Első Gyermekmenhely Egylet intézete (később: Clarisseum), ma: Clarisseum – Szent István király plébániatemplom. Az Árpád útnak ez a tömbje esik Istvántelek városrész területére. Ybl Miklós tervei alapján épült 1882–1884 között, de az ünnepélyes átadásra csak 1888-ban került sor.[28] Megnyitása óta gyermekneveléssel foglalkozó intézmény, 1953-tól Bányai Júlia Nevelőotthon, majd a rendszerváltás után Korniss Klára Gyermekotthon és Szakiskola néven működött.[29]